# Corto Maltese (serie animata)
Corto Maltese è una serie animata realizzata nel 2002 da una coproduzione italo-francese e basata su alcune storie dell'omonimo personaggio. In origine la serie era stata concepita per avere 26 episodi da 22 minuti, tuttavia in fase di realizzazione si decise di toglierne quattro a causa di temi adulti rispetto alle altre storie e di farne un film d'animazione intitolato Corto Maltese - Corte Sconta detta Arcana. La trasposizione da serie animata a film ha beneficiato di una maggiore cura nel comparto video e 15 minuti di filmati aggiuntivi. Subito dopo l'uscita del film è stata trasmessa la serie animata con 22 episodi.
In questi episodi ci sono alcune piccole difformità dall'opera originale di Pratt, dovute principalmente all'adattamento da fumetto a cartone animato.

## Episodi
La lista contiene i titoli presi dagli episodi trasmessi su Rai Tre nel settembre 2003 (non necessariamente nell'ordine cronologico corretto). I titoli sono stati trascritti come appaiono nella serie animata.
| Nº | Titolo francese                                                               | Titolo italiano                                 | Fumetto                                         |
| -- | ----------------------------------------------------------------------------- | ----------------------------------------------- | ----------------------------------------------- |
| 1  | La ballade de la mer salée: Le grand Pacifique                                | L'immenso pacifico                              | Una ballata del mare salato                     |
| 2  | La ballade de la mer salée: La Escondida                                      | Escondida                                       | Una ballata del mare salato                     |
| 3  | La ballade de la mer salée: Ao Tea Roa                                        | La leggenda di Ao Tea Roa                       | Una ballata del mare salato                     |
| 4  | La ballade de la mer salée: L'honneur de Slutter                              | L'onore di Slutter                              | Una ballata del mare salato                     |
| 5  | Sous le signe du capricorne: Le secret de Tristan Bantam                      | Il segreto di Tristan Bantam                    | Tropico del Capricorno                          |
| 6  | Sous le signe du capricorne: Samba pour Tir Fixe                              | Samba con tiro fisso                            | Tropico del Capricorno                          |
| 7  | Sous le signe du capricorne: Rendez-vous à Bahia                              | Appuntamento a Bahia                            | Tropico del Capricorno                          |
| 8  | Sous le signe du capricorne: Et nous reparlerons des gentilshommes de fortune | E riparleremo dei gentiluomini di fortuna       | Tropico del Capricorno                          |
| 9  | Les Celtiques: L'ange à la fenêtre d'Orient                                   | L'angelo della finestra d'Oriente               | Sotto la bandiera dell'oro                      |
| 10 | Les Celtiques: Sous le drapeau de l'argent                                    | Il tesoro del Montenegro                        | Sotto la bandiera dell'oro                      |
| 11 | Les Celtiques: Songe d'un matin d'hiver                                       | Sogno di un mattino di mezzo inverno            | Sotto la bandiera dell'oro                      |
| 12 | Les Celtiques: Côtes de Nuits et roses de Picardie                            | Cotes de nuit e rose di Piccardia               | Sotto la bandiera dell'oro                      |
| 13 | Têtes et champignons                                                          | Teste e funghi                                  | Teste e funghi                                  |
| 14 | La conga des bananes                                                          | La conga delle banane                           | La conga delle banane                           |
| 15 | Concerto en O mineur pour harpe et nitroglycérine                             | Concerto in O' minore per arpa e nitroglicerina | Concerto in O' minore per arpa e nitroglicerina |
| 16 | La maison dorée de Samarkand: Cassandra                                       | Cassandra                                       | La casa dorata di Samarcanda                    |
| 17 | La maison dorée de Samarkand: Marianna                                        | Marianna                                        | La casa dorata di Samarcanda                    |
| 18 | La maison dorée de Samarkand: Venexiana                                       | Venexiana                                       | La casa dorata di Samarcanda                    |
| 19 | La maison dorée de Samarkand: Sevan                                           | Sevan                                           | La casa dorata di Samarcanda                    |
| 20 | Le coup de grâce                                                              | L'ultimo colpo                                  | L'ultimo colpo                                  |
| 21 | D'autres Roméo et d'autres Juliette                                           | E di altri Romei e di altre Giuliette           | ...e di altri Romei e di altre Giuliette        |
| 22 | Les hommes léopards                                                           | Leopardi                                        | Leopardi                                        |

## Doppiaggio
| Personaggio                 | Doppiatore originale | Doppiatore italiano |
| --------------------------- | -------------------- | ------------------- |
| Corto Maltese               | Richard Berry        | Luca Ward           |
| Rasputin                    | Patrick Bouchitey    | Ennio Coltorti      |
| Pandora Groovesnore         | Barbara Schulz       | Laura Boccanera     |
| Thomas Groovesnore / Monaco |                      | Stefano Mondini     |
| Bocca Dorata                | Marie Trintignant    | Laura Boccanera     |
| Cain Groovesnore            |                      | Stefano Crescentini |
| Tarao                       |                      | Enrico Di Troia     |
| Jeremiah Steiner            |                      | Mino Caprio         |
| Christian Slütter           |                      | Loris Loddi         |
| Venexiana Stevenson         |                      | Alessandra Korompay |
| Cush                        |                      | Loris Loddi         |
| Ambiguità di Poincy         | Catherine Jacob      | Claudia Razzi       |
| Marianne                    | Catherine Jacob      | Alessandra Korompay |
| Rinaldo Groovesnore         |                      | Teo Bellia          |
| Cranio                      |                      | Giorgio Locuratolo  |
| Oceano Pacifico             |                      | Teo Bellia          |

## Edizioni home video
La serie animata è stata distribuita anche in una raccolta di 6 DVD.
| DVD                          | Episodi |
| ---------------------------- | ------- |
| Una ballata del mare salato  | 4       |
| Tropico del Capricorno       | 4       |
| Sotto la bandiera dell'oro   | 4       |
| Teste e funghi               | 3       |
| La casa dorata di Samarcanda | 4       |
| Le etiopiche                 | 3       |

Lista degli episodi con l'indicazione dell'ordine originale della serie a fumetti:
1. Una ballata del mare salato (86 min.)
2. Tropico del Capricorno (80 min.),
  - trasposizione dei seguenti episodi a fumetti:
    - Il segreto di Tristan Bantam
    - Appuntamento a Bahia
    - Samba con Tiro-Fisso
    - Un'aquila nella giungla
    - ...E riparleremo di gentiluomini di fortuna
3. Sotto la bandiera dell'oro (78 min., raccolta di mediometraggi),
  - trasposizione dei seguenti episodi a fumetti:
    - L'angelo della finestra d'oriente
    - Sotto la bandiera dell'oro (intitolato però Il tesoro del Montenegro)
    - Sogno di un mattino di mezzo inverno
    - Côtes de nuit e rose di Piccardia
4. Teste e funghi (60 min., raccolta di mediometraggi),
  - trasposizione dei seguenti episodi a fumetti:
    - Teste e funghi
    - La conga delle banane
    - Concerto in O' minore per arpa e nitroglicerina
5. La casa dorata di Samarcanda (78 min.)
6. Le etiopiche (60 min., raccolta di mediometraggi),
  - trasposizione dei seguenti episodi a fumetti:
    - L'ultimo colpo (include anche In nome di Allah misericordioso e compassionevole)
    - ...E d'altri Romei e di altre Giuliette
    - Leopardi